# Bogidiella sinica
Bogidiella sinica is een vlokreeftensoort uit de familie van de Bogidiellidae. De wetenschappelijke naam van de soort is voor het eerst geldig gepubliceerd in 1990 door Karaman & Sket.